# 18-та танкова дивізія (Третій Рейх)
18-та танкова дивізія (Третій Рейх) (нім. 18. Panzer-Division) — танкова дивізія Вермахту в роки Другої світової війни. У жовтні 1943 року реорганізована у 18-ту артилерійську дивізію Вермахту.

## Історія
18-та танкова дивізія була сформована 15 жовтня 1940 року на базі підрозділів 4-ї та 14-ї піхотних дивізій Вермахту в Хемніці на території IV військового округу (нім. Wehrkreis IV).

## Райони бойових дій та дислокації дивізії
- Німеччина (жовтень 1940 — травень 1941);
- Генеральна губернія (травень — червень 1941);
- Східний фронт (центральний напрямок) (червень 1941 — жовтень 1943).

## Командування

### Командири
- генерал-майор Вальтер Нерінг (нім. Walther Nehring) (15 жовтня 1940 — 26 січня 1942);
- генерал-майор барон Карл фон Тюнген (нім. Karl Freiherr von Thüngen) (26 січня — 24 квітня 1942);
- оберст Альберт Праун (нім. Albert Praun) (25 квітня — травень 1942), ТВО;
- генерал-майор барон Карл фон Тюнген (травень — 15 серпня 1942);
- генерал-майор Альберт Праун (15 — 20 серпня 1942);
- оберст Вальтер Гляйнігер (нім. Walter Gleiniger) (21 серпня — 14 вересня 1942), ТВО;
- генерал-майор Ервін Менні (нім. Erwin Menny) (15 вересня — 24 грудня 1942);
- генерал-лейтенант барон Карл фон Тюнген (25 грудня 1942 — 31 березня 1943);
- оберст, з 1 травня 1943 генерал-майор Карл-Вільгельм фон Шлібен (нім. Karl-Wilhelm von Schlieben) (1 квітня — 6 вересня 1943).

## Нагороджені дивізії
Нагороджені дивізії
Нагороджені Сертифікатом Пошани Головнокомандувача Сухопутних військ для військових формувань Вермахту за збитий літак противника
- 19 червня 1942 — 1-ша рота 52-го мотопіхотного полку за дії 19 березня 1942 (162);
- 24 вересня 1942 — 18-го мотоциклетного батальйону за дії 6 липня 1942 (237);
- 1 травня 1944 — 2-га розвідувальна рота 18-го танкового розвідувального батальйону за дії 5 серпня 1943 (471).

|  | Кавалери Золотого Німецького Хреста                                                                        | 52 |
|  | Кавалери Лицарського хреста Залізного хреста                                                               | 14 |
|  | Кавалери Почесної Відзнаки Сухопутних військ «Почесна застібка на орденську стрічку для Сухопутних військ» | 16 |

- Нагороджені Сертифікатом Пошани Головнокомандувача Сухопутних військ (10)

## Бойовий склад 18-ї танкової дивізії
- штаб дивізії:
- 18-та мотопіхотна бригада (Schützen-Brigade 18);
  - 52-й мотопіхотний полк (Schützen-Regiment 52);
  - 101-й мотопіхотний полк (Schützen-Regiment 101);
  - 18-й мотоциклетний батальйон (Kradschützen-Bataillon 18).
- 18-й танковий полк (Panzer-Regiment 18);
- 28-й танковий полк (Panzer-Regiment 28);
- 88-й артилерійський полк (Artillerie Regiment 88);
- 88-й батальйон самохідної артилерії;
- 88-й розвідувальний батальйон (Aufklärungs-Abteilung 88);
- 98-й інженерно-саперний батальйон (Pionier Bataillon 98);
- 88-й батальйон зв'язку (Nachrichten Abteilung 88);
- 88-й інтендантський загін (Versorgungstruppen 88);
- 88-й польовий батальйон.

- штаб дивізії:
- 18-й танковий полк (Panzer-Regiment 18);
- 28-й танковий полк (Panzer-Regiment 28);
- 18-та мотопіхотна бригада;
  - 52-й мотопіхотний полк;
  - 101-й мотопіхотний полк;
  - 18-й мотоциклетний батальйон.
- 88-й артилерійський полк;
- 88-й розвідувальний батальйон;
- 88-й винищувально-протитанковий дивізіон (Panzerjäger Abteilung 88);
- 98-й танковий інженерно-саперний батальйон (Panzer-Pionier Bataillon 98);
- 88-й батальйон зв'язку;
- 88-й інтендантський загін;
- 101-й мотопіхотний навчальний батальйон (Schützen-Ersatz-Bataillon 101).

- штаб дивізії:
- 18-й танковий батальйон (Panzer-Abteilung 18);
- 52-й панцергренадерський полк (Panzergrenadier-Regiment 52);
- 101-й панцергренадерський полк (Panzergrenadier-Regiment 101);
- 292-й дивізіон зенітної артилерії (Heeres-Flak-Artillerie-Abteilung 292);
- 88-й танковий артилерійський полк (Panzer-Artillerie-Regiment);
- 18-й танковий розвідувальний батальйон (Panzer-Aufklärungs-Abteilung 18);
- 88-й винищувально-протитанковий дивізіон;
- 98-й танковий інженерно-саперний батальйон;
- 88-й танковий батальйон зв'язку (Panzer Nachrichten Abteilung 88);
- 88-й танковий інтендантський загін (Panzer-Versorgungstruppen 88);
- 101-й панцергренадерський навчальний батальйон (Panzergrenadier-Ersatz-Bataillon 101).